# David d'Angers
Pierre-Jean David (Angers, 12 marzo 1788 – Parigi, 4 gennaio 1856) è stato uno scultore e medaglista francese.
Ha adottato il nome di David d'Angers, dopo la sua entrata nello studio del pittore Jacques-Louis David nel 1809 come modo di esprimere il proprio patrimonio e di distinguersi dal pittore.

## Biografia

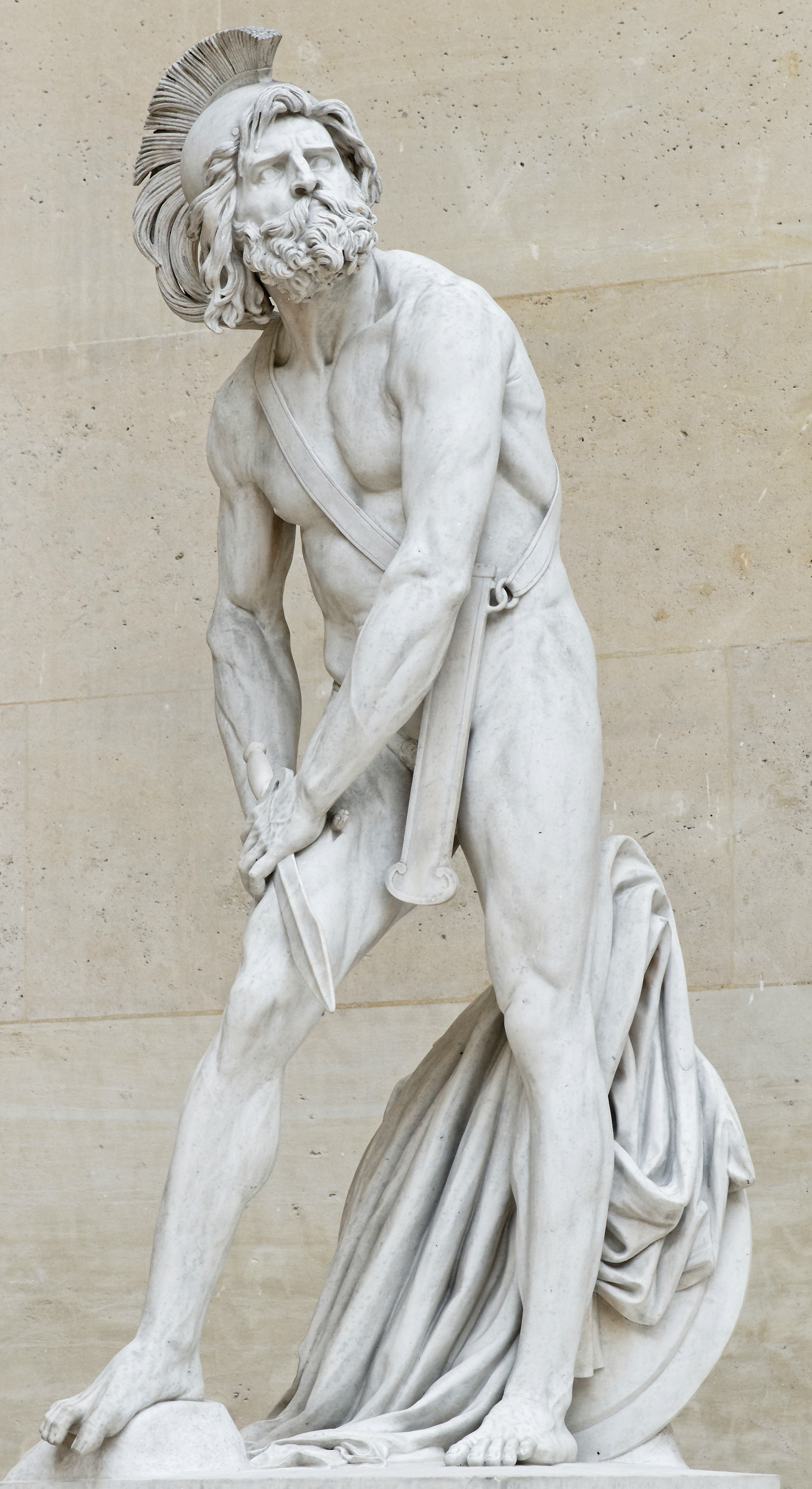
Filopemene ferito di David, esposto al Louvre.

Nacque a Angers nel 1788. Suo padre era un carpentiere di legno e scultore ornamentale, si unì anche l'esercito repubblicano, combattendo contro i Chouans della Vandea. Studiò nello studio di Jean-Jacques Delusse e nel 1808 viaggiò a Parigi per studiare nello studio di Philippe-Laurent Roland.
Mentre a Parigi lavorava sia all'Arco di Trionfo che all'esterno del Louvre, nel 1810 riuscì a prendere il premio posto presso l'École des Beaux-Arts. Nel 1811 l'opera di Angers, La Douleur, vinse il Prix de Rome. Trascorse cinque anni a Roma, durante i quali frequentò lo studio di Antonio Canova, e fece piccoli viaggi in tutta Italia, in particolare a Venezia, Napoli e Firenze.
Tornando da Roma, durante la Restaurazione francese, fece un viaggio a Londra.
Con grande difficoltà tornò a Parigi, dove una lunga carriera lo aspettava. I suoi medaglioni e busti erano molto richiesti. Uno dei più famosi di questi era quello di Gutenberg a Strassburg; ma quelli che egli stesso considerava di valore erano la sua Statua di Bara (Joseph Bara), un batterista che continuò a suonare quest'ultimo strumento fino al momento della sua morte, avvenuta durante la guerra di Vandea, e il monumento ritraente il patriota greco Markos Botsaris.
I busti e i medaglioni di David furono molto numerosi, ma tra i suoi modelli seduti non vi erano solo personalità francesi, ma anche personalità dell'estero, per esempio i tedeschi e i britannici. Un totale stimato dei suoi medaglioni ne indica circa 500.
La fama di David riposa saldamente al Pantheon, il suo Filopemene ferito in marmo esposto a Louvre e il suo monumento equestre del generale Jacques-Nicolas Gobert, esposto al cimitero di Père-Lachaise. Oltre a quello di Gobert, fece altre sette sculture, sempre esposte al cimitero Père Lachaise, tra cui i busti di bronzo dello scrittore Honoré de Balzac e del medico Samuel Hahnemann.
Nel Musée David di Angers vi è la raccolta, quasi completa, delle sue opere sia sotto forma di copia,  sia negli stampi originali.
Il suo monumento, Rivivere la Grecia, in onore del militare greco Markos Botsaris, che mostra un bambino greco che legge il suo nome, Victor Hugo dichiarò: "È difficile vedere qualcosa di più bello nel mondo: questa statua si unisce alla grandezza di Fidia e al modo espressivo di Puget."

## Galleria d'immagini

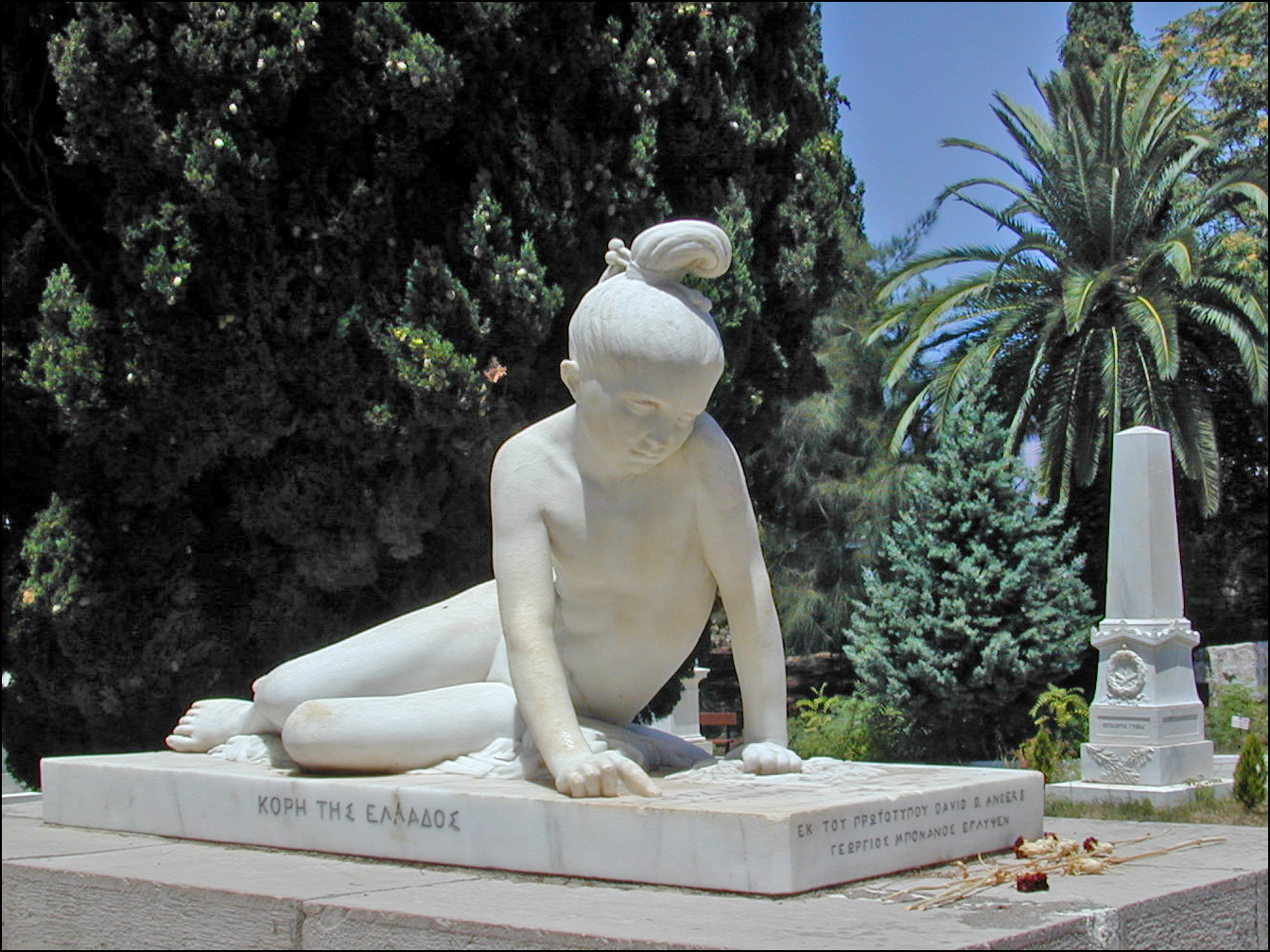
Rivivere la Grecia, il suo monumento al liberatore greco Markos Botsaris
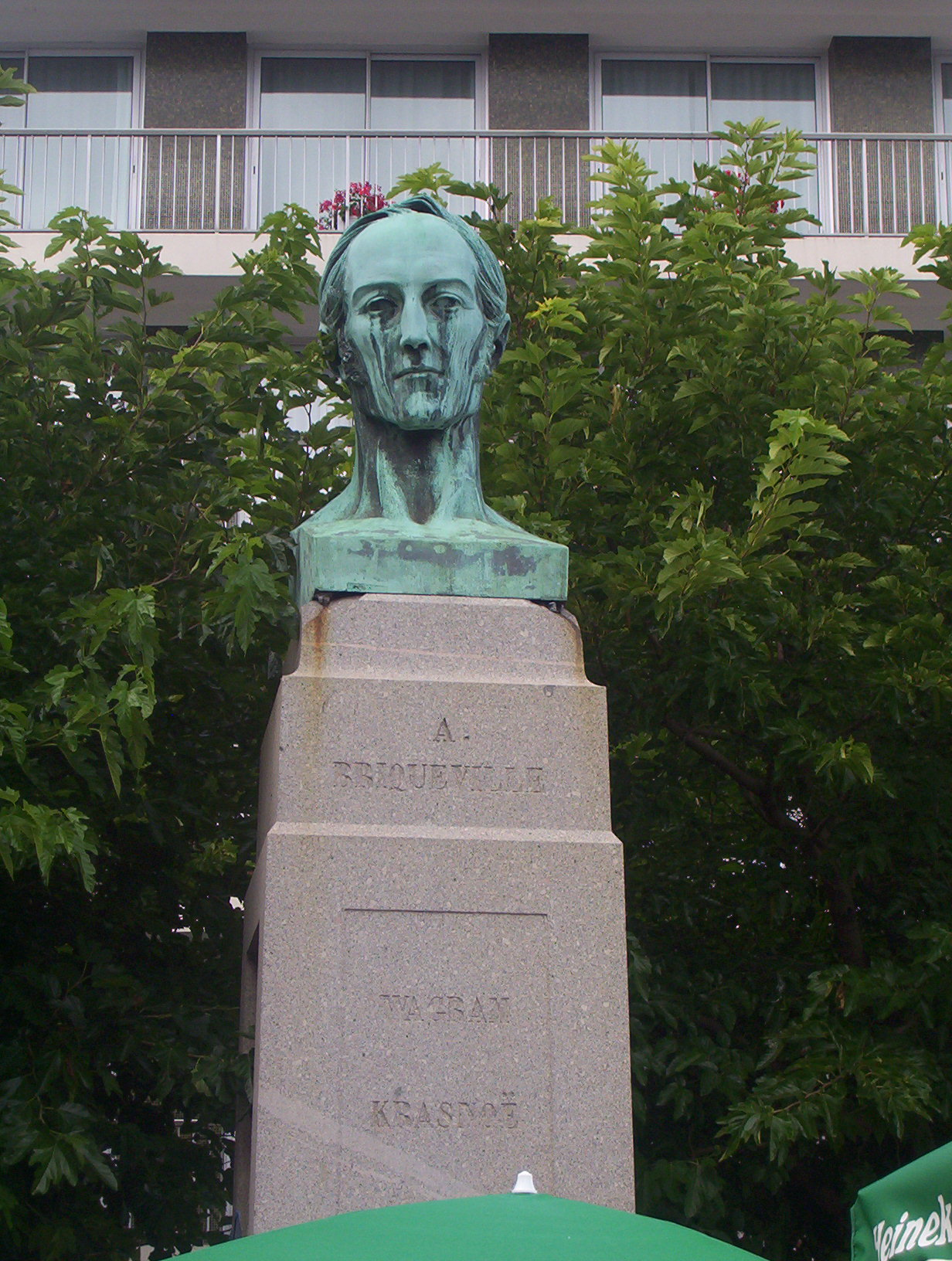
Busto di Armand de Bricqueville, Cherbourg-Octeville
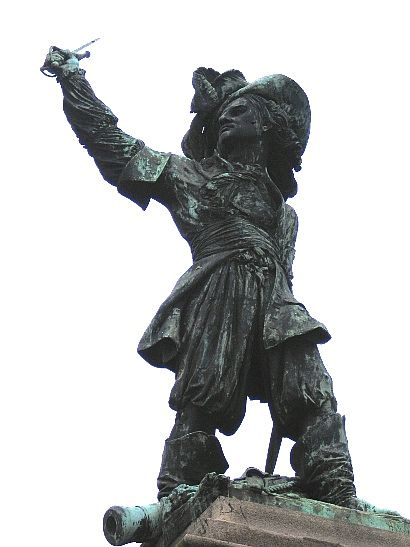
Statua di Jean Bart a Dunkerque
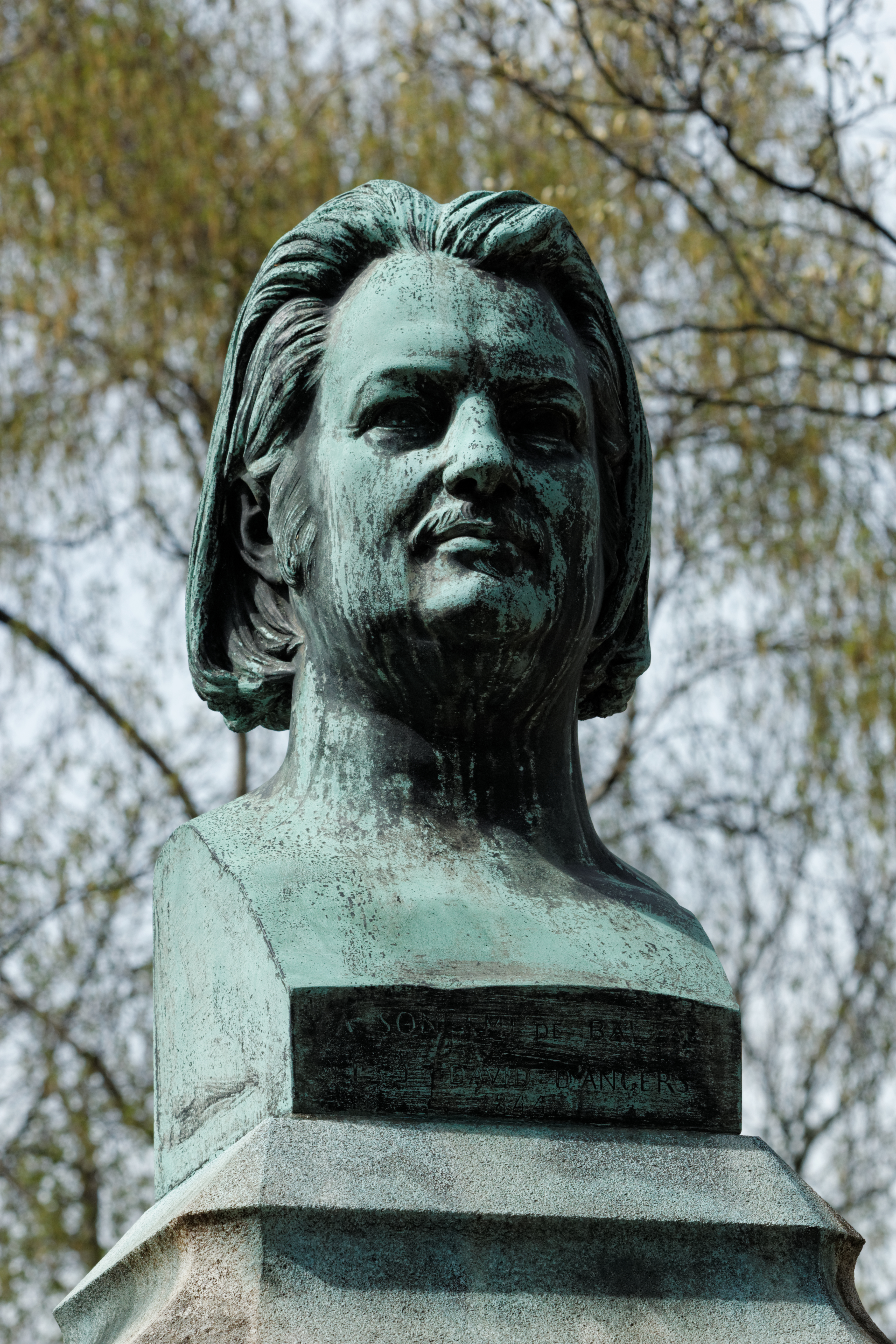
Busto di Honoré de Balzac, cimitero di Père-Lachaise
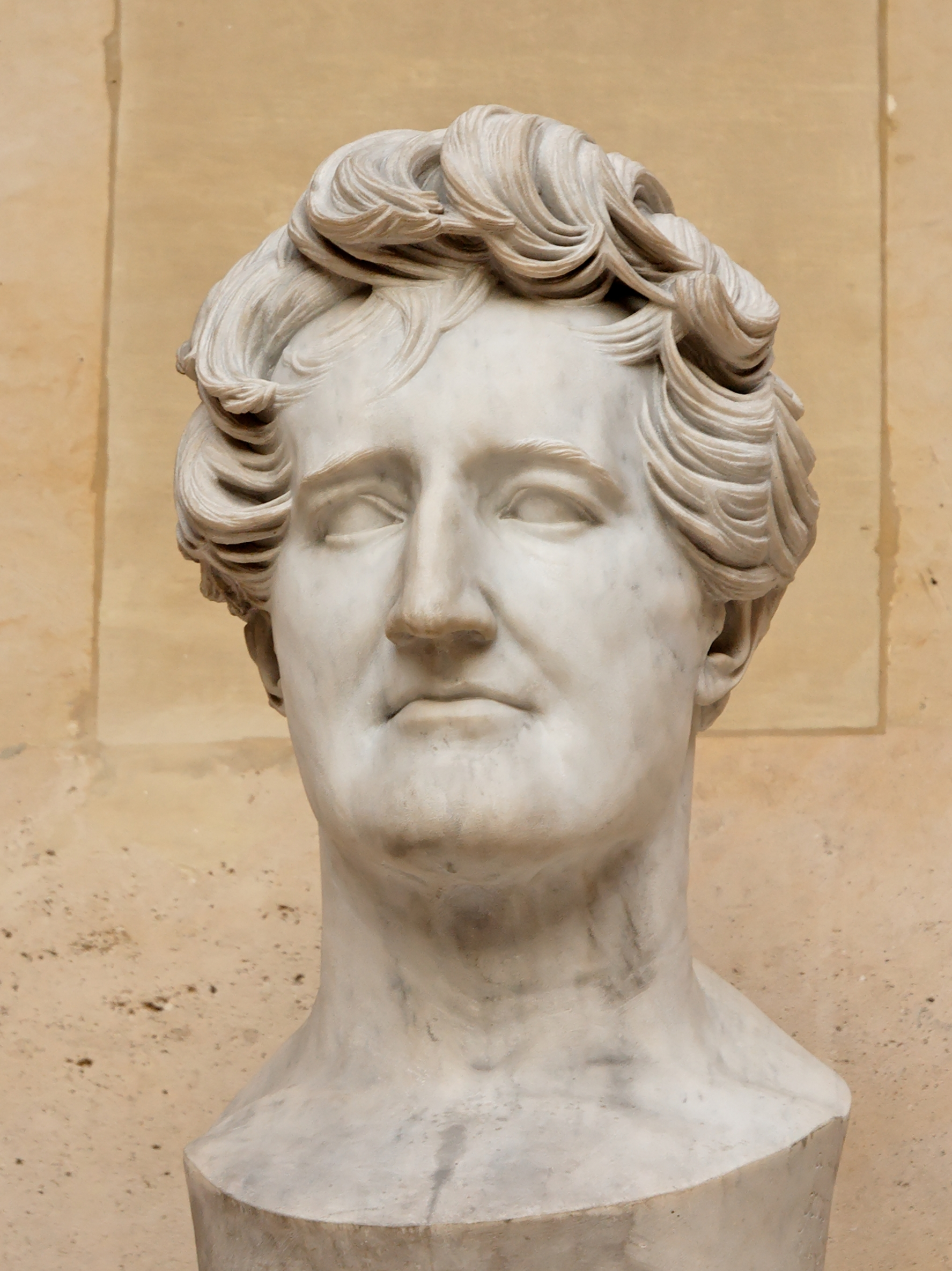
Busto di Georges Cuvier, museo del Louvre
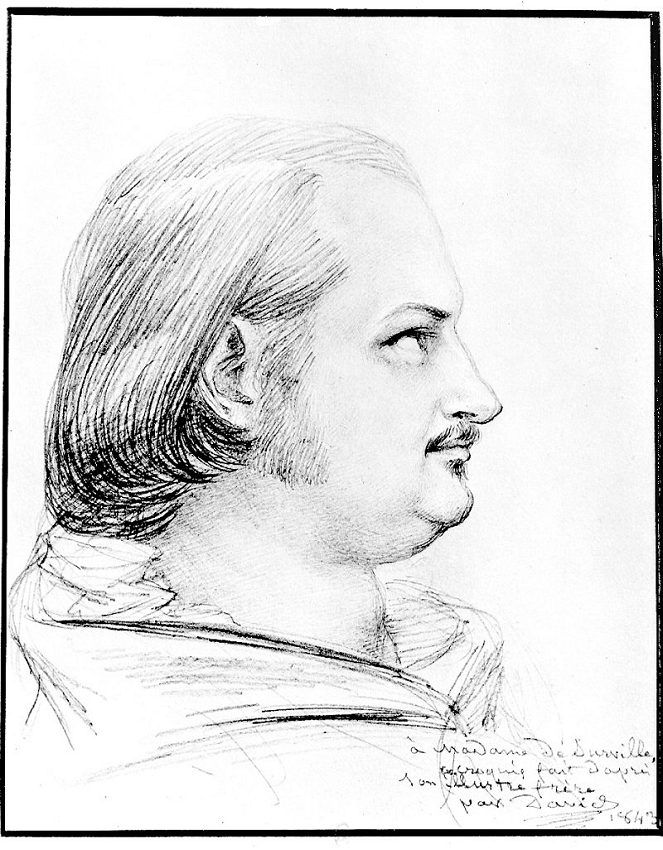
Ritratto di Honoré de Balzac
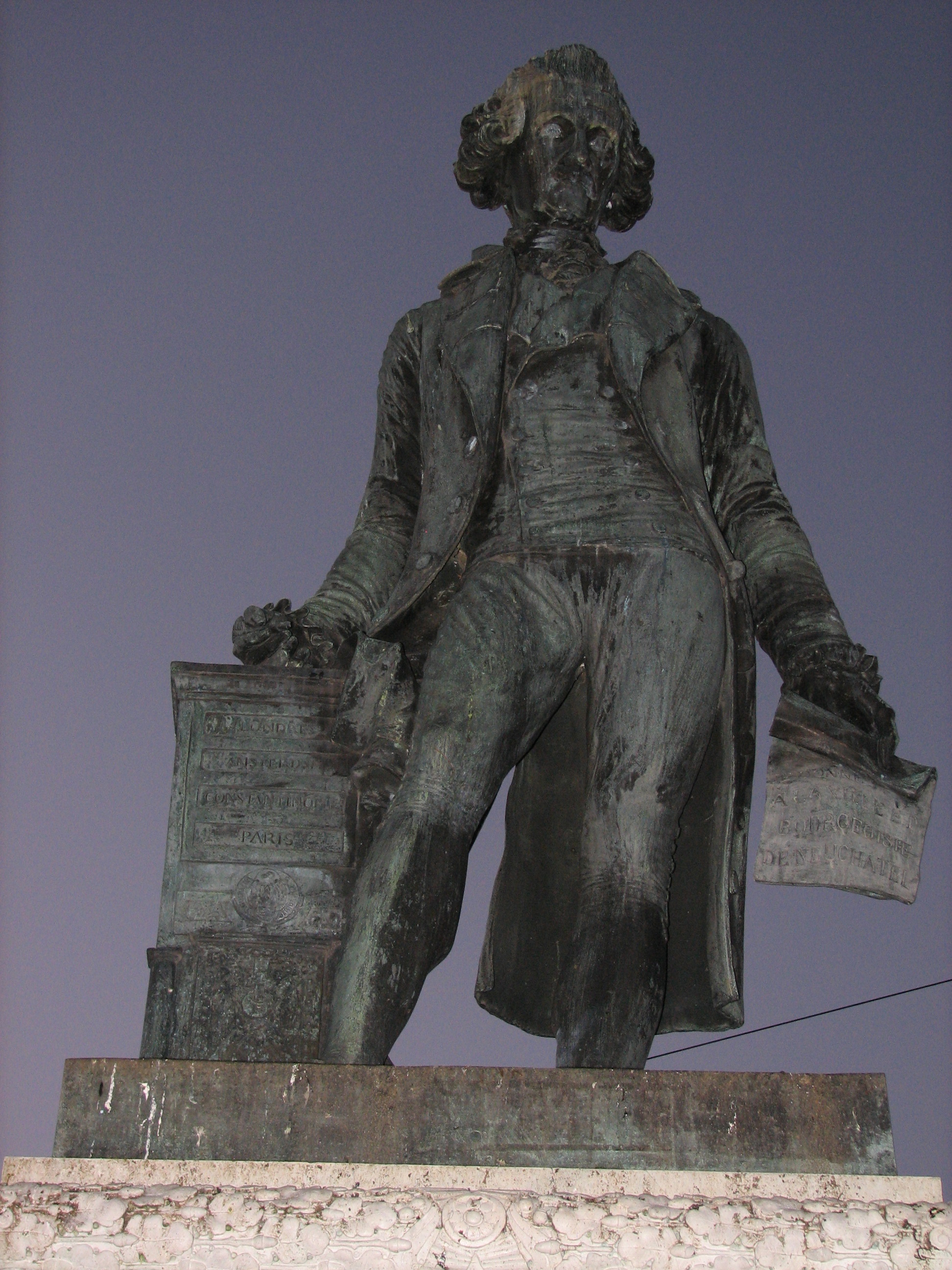
Statua di David de Pury
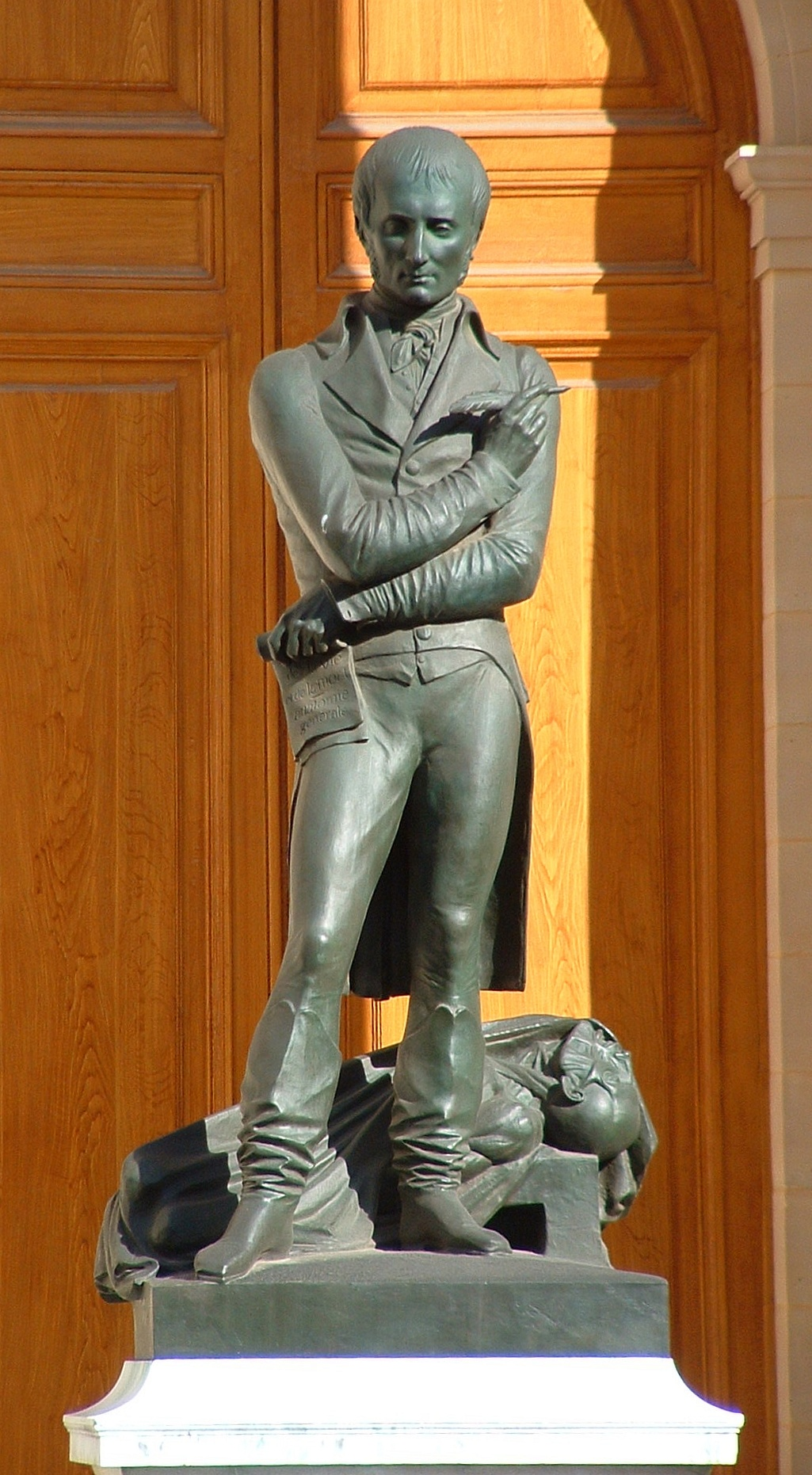
Statua di Xavier Bichat, Parigi, università Cartesio
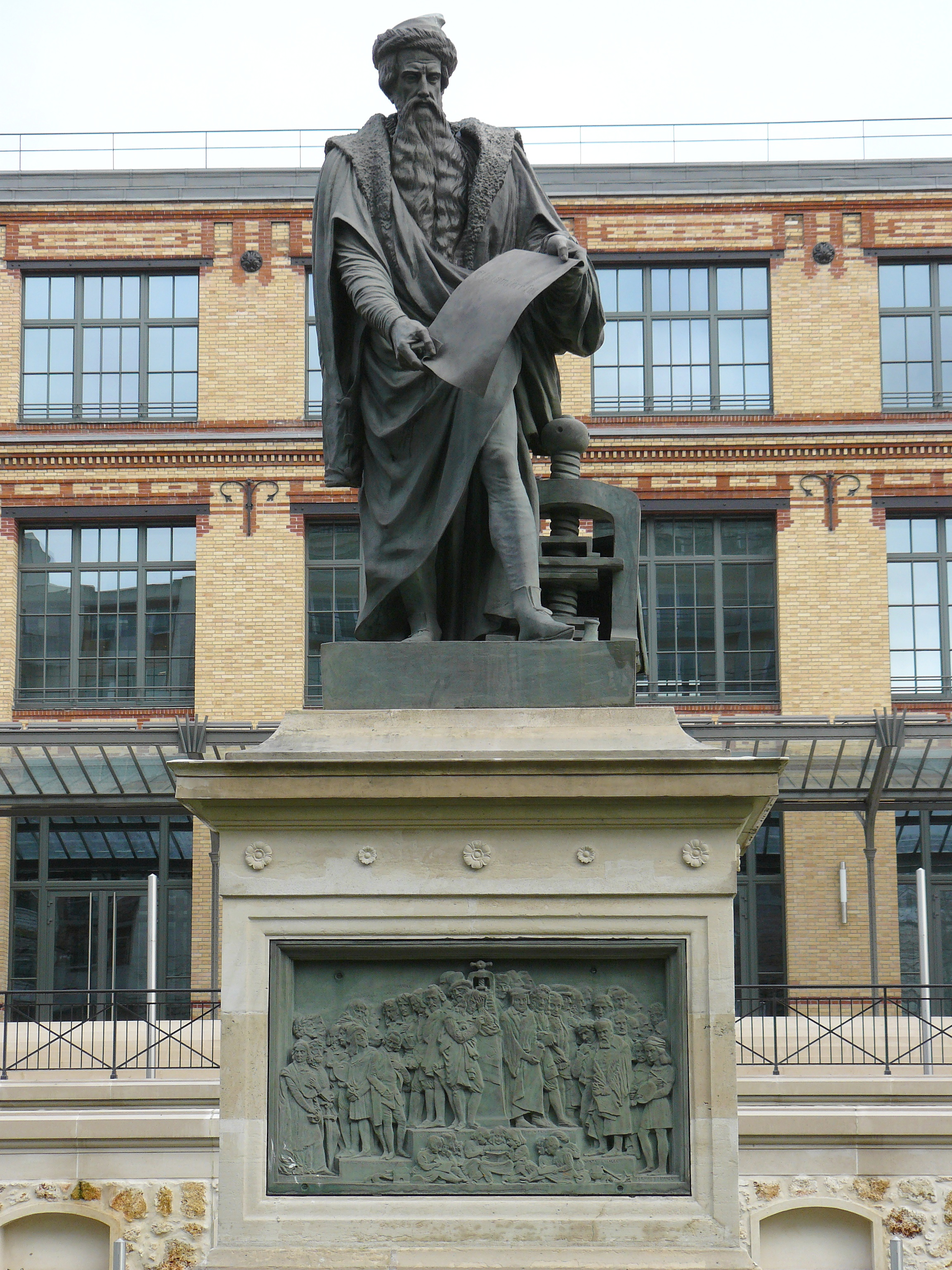
Statua di Gutenberg, Imprimerie nationale, Paris
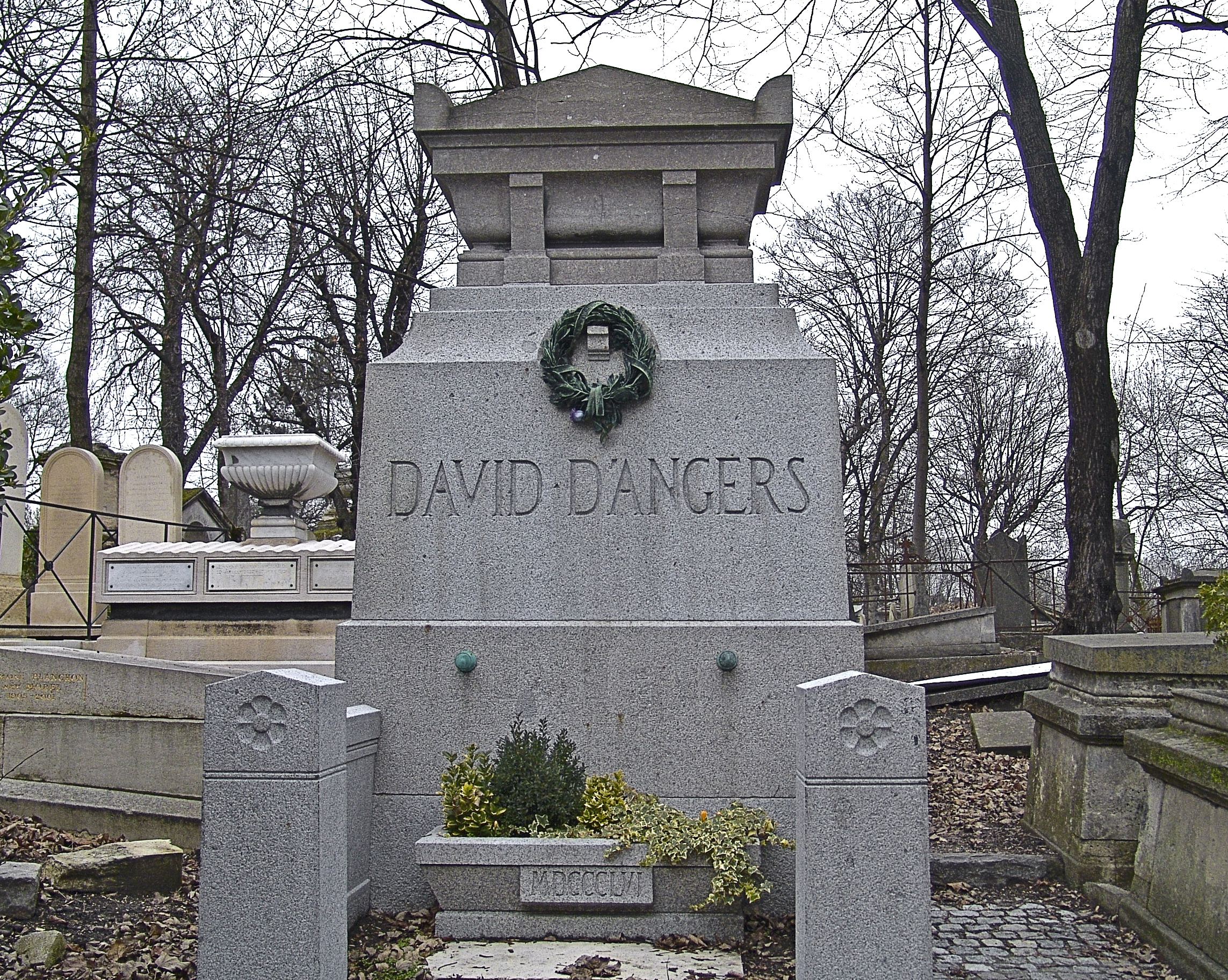
Tomba di David d'Angers - Cimitero di Père-Lachaise
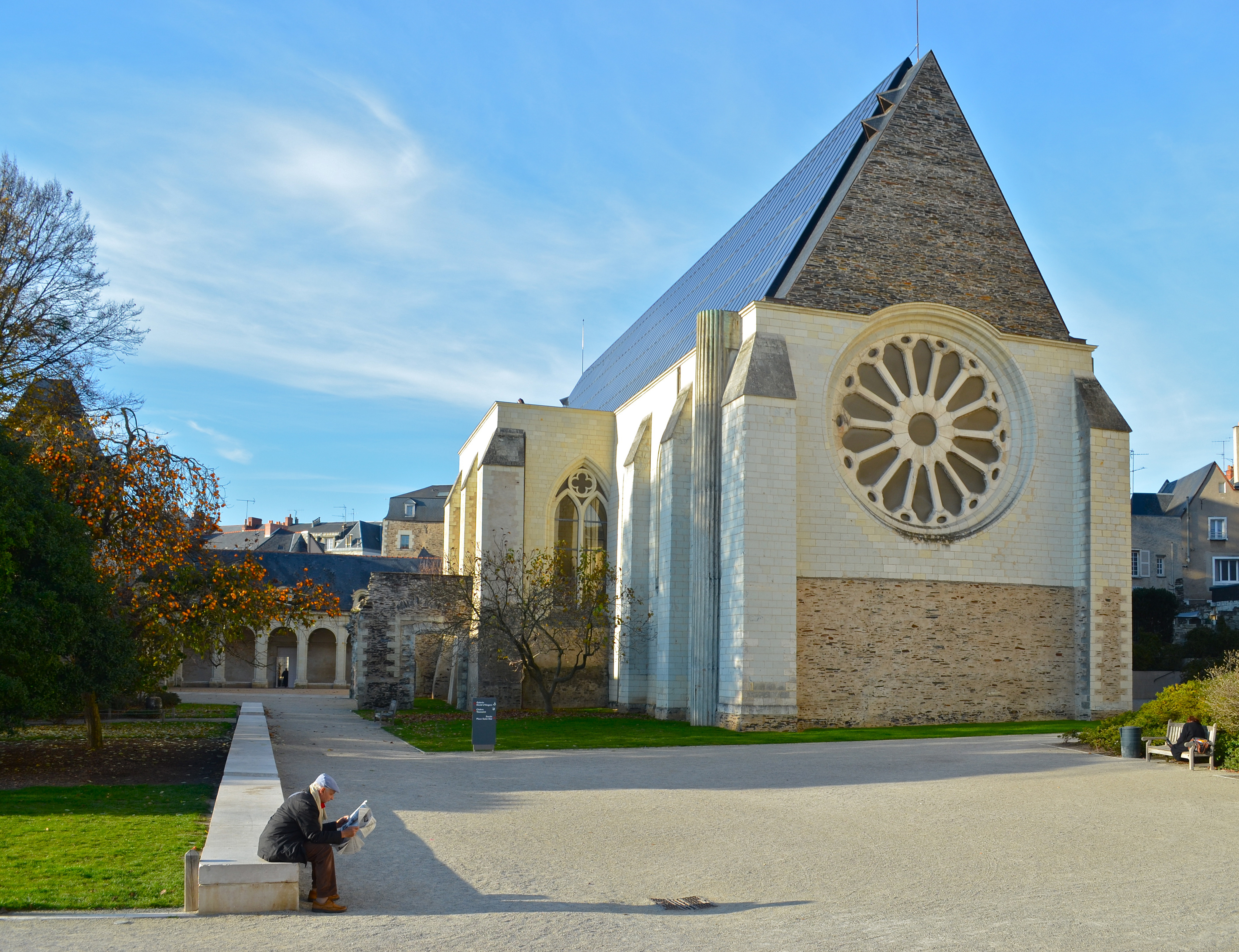
Il Musée David d'Angers, nell'ex Abbazia di Toussaint, Angers